# Saint-Jean-sur-Vilaine
Pour les articles homonymes, voir Saint-Jean.
Saint-Jean-sur-Vilaine est une commune française située dans le département d'Ille-et-Vilaine en région Bretagne, peuplée de 1 376 habitants.

## Géographie

### Situation et site

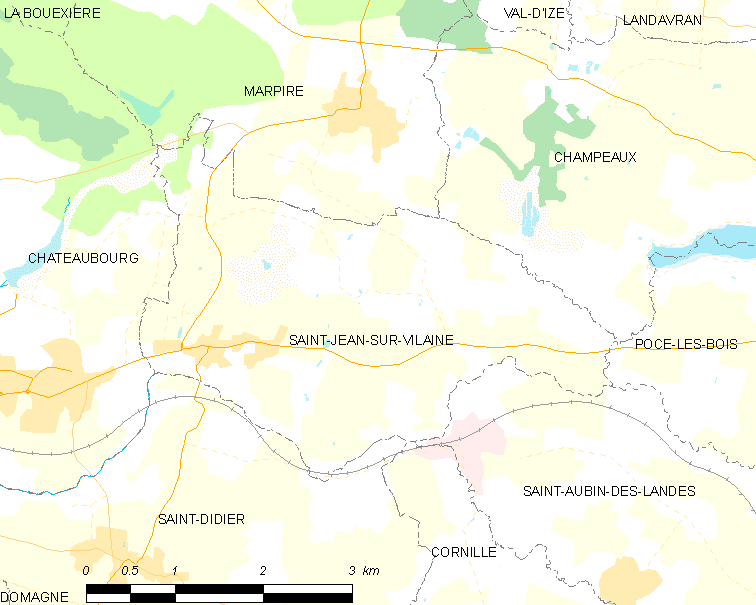
Carte de la commune.

Saint-Jean-sur-Vilaine se trouve dans la partie orientale du Bassin de Rennes, sur la rive droite (rive nord) de la Vilaine qui limite au sud le finage communal. La majeure partie du territoire communal forme un bas plateau en pente douce dont les altitudes vont croissant vers le nord jusqu'à 112 mètres près de la limite communale avec Marpiré à proximité du hameau de la Baltière. Ce n'est que sur le versant nord de la vallée de la Vilaine, laquelle coule vers 50 mètres d'altitude, que les pentes s'accentuent, formant un dénivelé d'une trentaine de mètres entre le lieu-dit "Les Vaux" et la Fontenelle. Le bourg de Saint-Jean-sur-Vilaine, excentré dans la partie sud du finage communal, domine cet abrupt.
La Vilaine ne reçoit que de très modestes affluents (celui venant de la Hamonaye et celui venant de l'Ortie) qui échancrent le plateau par des vallons encaissés dans leur partie aval, juste avant leur confluence. Le moulin de Brétigneul est situé sur la Vilaine, juste à la limite sud-est de la commune, à proximité du hameau des Lacs, situé en Saint-Aubin-des-Landes.
Le paysage rural traditionnel est celui du bocage avec un habitat dispersé, disséminé en de nombreux hameaux et fermes isolées.

### Communes limitrophes
|              | Marpiré                | Champeaux              |
| Châteaubourg | Saint-Jean-sur-Vilaine | Pocé-les-Bois          |
|              | Cornillé, Saint-Didier | Saint-Aubin-des-Landes |

### Transports
La commune est desservie par la ligne de bus no 1 du réseau de bus urbain de Châteaubourg.
Saint-Jean-sur-Vilaine était sur l'itinéraire de la route royale allant de Rennes à Paris, devenue route nationale 12 jusqu'en 1952, puis RN 157 jusqu'à la construction de la voie express prolongeant l'autoroute A81 entre La Gravelle et Rennes qui passe nettement plus au sud. Désormais, c'est la simple RD 857 en Ille-et-Vilaine.
La voie ferrée allant de Paris-Montparnasse à Rennes et Brest passe au sud de la commune, sur la rive gauche de la vallée de la Vilaine, donc sur le territoire de la commune de Saint-Didier ; en fait elle écorne légèrement le territoire de Saint-Jean-sur-Vilaine en raison de l'existence d'un méandre recoupé lors des travaux de construction de cette voie ferrée en face du lieu-dit « La Roche ».
La Vilaine forme un obstacle aux communications nord-sud : seuls deux ponts routiers en permettent le franchissement, l'un sur le CD 105 juste au sud du bourg, en direction de Saint-Didier, l'autre plus à l'est sur le CD 106 permet l'accès à la gare des Lacs, située dans la commune voisine de Saint-Aubin-des-Landes.

### Hydrographie
Pour un article plus général, voir Réseau hydrographique d'Ille-et-Vilaine.
La commune est située dans le bassin Loire-Bretagne. Elle est drainée par la Vilaine, la Cantache, le Palet, la Gaillardière et les Landes de Marpiré,,.
La Vilaine, d'une longueur de 218 km, prend sa source dans la commune de Juvigné et se jette  dans l'Océan Atlantique à Camoël, après avoir traversé 56 communes. 

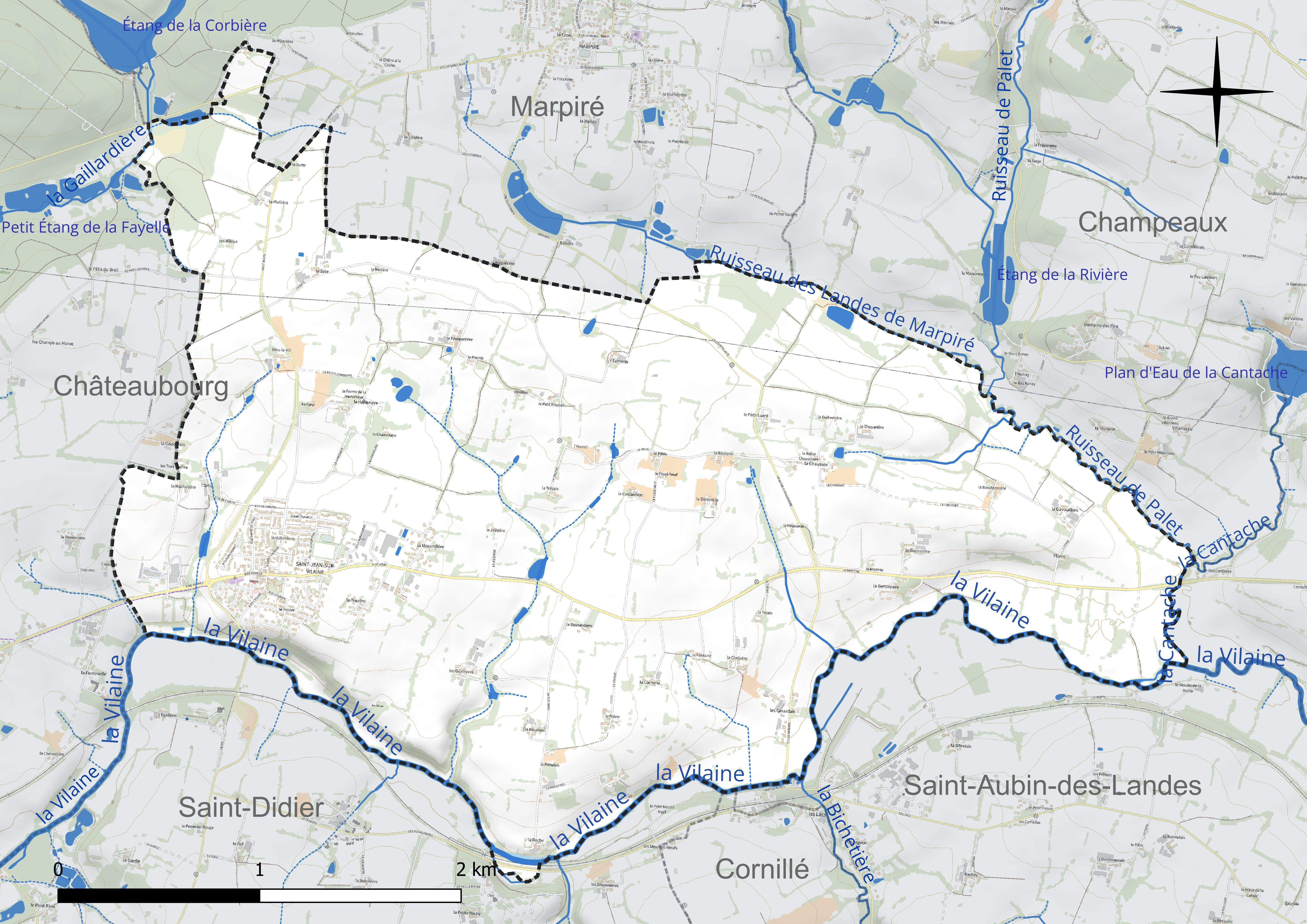
Réseau hydrographique de Saint-Jean-sur-Vilaine.

La Cantache, d'une longueur de 36 km, prend sa source dans la commune de Saint-Pierre-des-Landes et se jette  dans la Vilaine à Saint-Aubin-des-Landes, après avoir traversé 13 communes. 
Le Palet, d'une longueur de 16 km, prend sa source dans la commune de Taillis et se jette  dans la Cantache à Pocé-les-Bois, après avoir traversé six communes. 

### Climat
Pour des articles plus généraux, voir Climat de la Bretagne et Climat d'Ille-et-Vilaine.
En 2010, le climat de la commune est de type climat océanique altéré, selon une étude du CNRS s'appuyant sur une série de données couvrant la période 1971-2000. En 2020, Météo-France publie une typologie des climats de la France métropolitaine dans laquelle la commune est exposée à un climat océanique et est dans la région climatique  Bretagne orientale et méridionale, Pays nantais, Vendée, caractérisée par une faible pluviométrie en été et une bonne insolation. Parallèlement l'observatoire de l'environnement en Bretagne publie en 2020 un zonage climatique de la région Bretagne, s'appuyant sur des données de Météo-France de 2009. La commune est, selon ce zonage, dans la zone « Sud Est », avec des étés relativement chauds et ensoleillés.  
Pour la période 1971-2000, la température annuelle moyenne est de 11,3 °C, avec une amplitude thermique annuelle de 13,1 °C. Le cumul annuel moyen de précipitations est de 801 mm, avec 12,9 jours de précipitations en janvier et 7,3 jours en juillet. Pour la période 1991-2020, la température moyenne annuelle observée sur la station météorologique la plus proche, située sur la commune d'Arbrissel à 22 km à vol d'oiseau, est de 12,1 °C et le cumul annuel moyen de précipitations est de 718,7 mm,. Pour l'avenir, les paramètres climatiques de la commune estimés pour 2050 selon différents scénarios d'émission de gaz à effet de serre sont consultables sur un site dédié publié par Météo-France en novembre 2022.

## Urbanisme

### Typologie
Au 1er janvier 2024, Saint-Jean-sur-Vilaine est catégorisée bourg rural, selon la nouvelle grille communale de densité à sept niveaux définie par l'Insee en 2022.
Elle est située hors unité urbaine. Par ailleurs la commune fait partie de l'aire d'attraction de Rennes, dont elle est une commune de la couronne,. Cette aire, qui regroupe 183 communes, est catégorisée dans les aires de 700 000 habitants ou plus (hors Paris),.

### Occupation des sols
L'occupation des sols de la commune, telle qu'elle ressort de la base de données européenne d'occupation biophysique des sols Corine Land Cover (CLC), est marquée par l'importance des territoires agricoles (93,2 % en 2018), en diminution par rapport à 1990 (95,5 %). La répartition détaillée en 2018 est la suivante : 
terres arables (48,9 %), zones agricoles hétérogènes (27,7 %), prairies (16,7 %), zones urbanisées (5,3 %), forêts (1,4 %). L'évolution de l'occupation des sols de la commune et de ses infrastructures peut être observée sur les différentes représentations cartographiques du territoire : la carte de Cassini (XVIIIe siècle), la carte d'état-major (1820-1866) et les cartes ou photos aériennes de l'IGN pour la période actuelle (1950 à aujourd'hui).

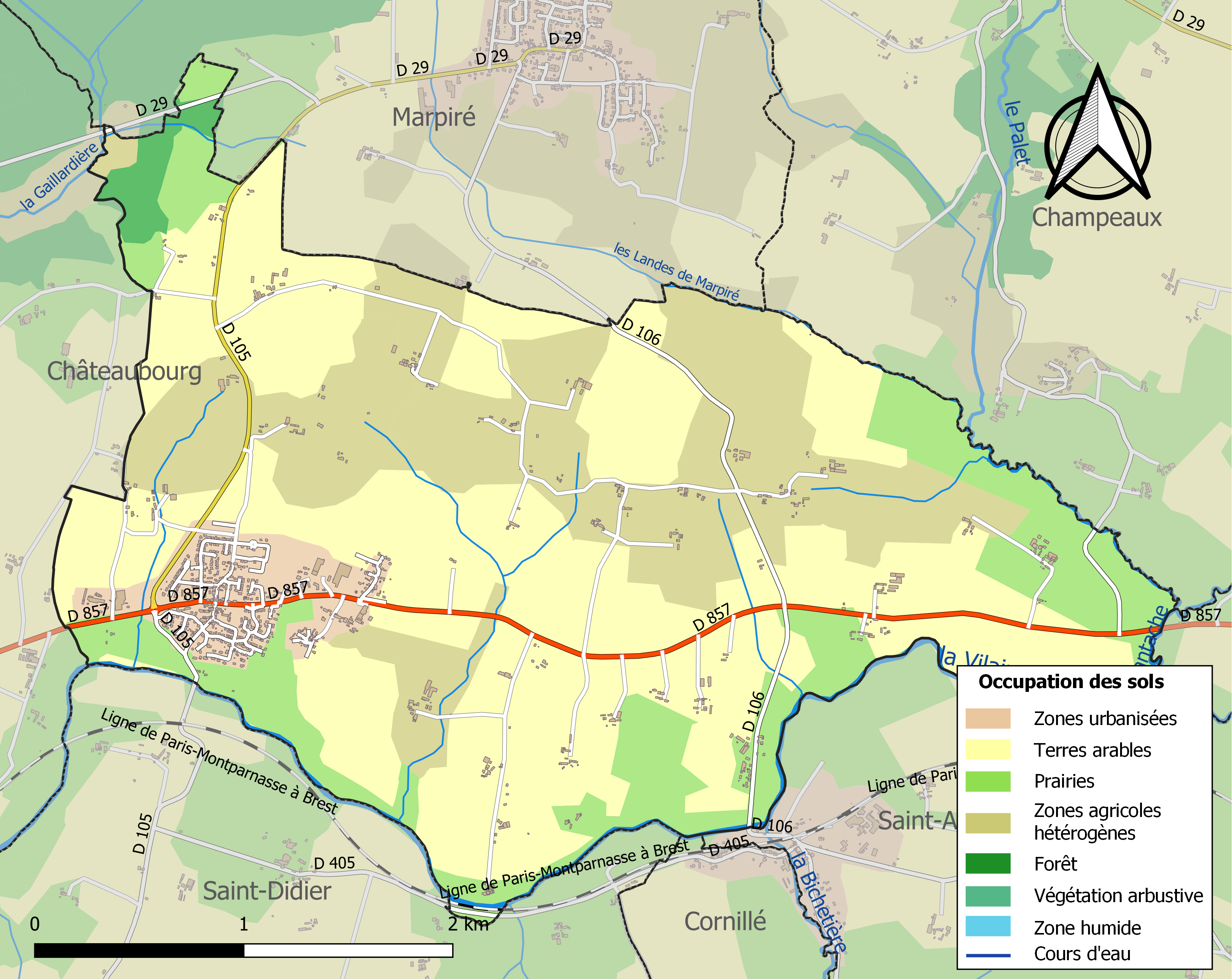
Carte des infrastructures et de l'occupation des sols de la commune en 2018 (CLC).

## Toponymie
Le nom de la localité est attesté sous la forme ecclesia Sancti Johannis super Vicenoniam en 1516.
le nom de la commune se prononce [sɛ̃ ʒɑ̃ syʁ vilɛn].
Le nom de la commune vient de saint Jean-Baptiste et du fleuve Vilaine. La forme ancienne Sancti Johannis super Vicenoniam est attestée en 1211. La paroisse doit probablement son nom à l'existence d'un fief, attesté par une charte datant de 1182, dépendant de la commanderie de La Guerche de l'ordre de Saint-Jean de Jérusalem.
Sa forme bretonne, proposée par l'OPLB, est Sant-Yann-ar-Gwilen. Son nom gallo est Saent-Jan-sur-Vilaèyn.

## Histoire

### Antiquité
Le tracé de l'ancienne RN 157 (actuelle RD 857 en Ille-et-Vilaine), passant par Saint-Jean-sur-Vilaine et Châteaubourg, correspond en gros au tracé de l'ancienne voie romaine allant de Vindunum (Le Mans) à Condate (Rennes), laquelle passait à environ 300 mètres au nord du manoir de la Chaussée, au toponyme révélateur.

### Moyen Âge
La trève de Saint-Melaine dépendait de la paroisse de Saint-Jean-sur-Vilaine et ne fut érigée en paroisse indépendante qu'en 1825.
Pendant la guerre de Succession de Bretagne, les troupes anglaises commandées par le comte de Buckingham, qui soutenaient le duc de Bretagne Jean IV, campèrent à Saint-Jean-sur-Vilaine.
La famille Guyot du Pontrioul fut anoblie par le duc de Bretagne Jean V en 1440. Elle demeurait au manoir de la Baronnière (trève de Saint-Melaine) et était seigneur de La Fontenelle, de la Baronnière, de Baillé, du Brossays, du Tremble. La famille Dollier, établie dans les deux paroisses de Luitré et Saint-Jean-sur-Vilaine, est citée aux réformations et montres de 1427 à 1513 et reconnue d'extraction noble lors de la réformation de la noblesse en 1668.

### Les Hospitaliers
En 1681, les vassaux de Saint-Jean-sur-Vilaine « confessent ne devoir aucune rentes par argent ny grain que peu de choses, mais des Pater noster et des Ave Maria, le Vendredi saint, pour le sieur commandeur des Hospitaliers de l'ordre de Saint-Jean de Jérusalem de La Guerche ».

### Époque moderne
De 1474 à 1777, la cure paroissiale dépendit de la collégiale de Champeaux, un chanoine de cette collégiale étant toujours recteur de Saint-Jean-sur-Vilaine ; ensuite il fut présenté par le seigneur d'Espinay, toujours en Champeaux. Par exemple Olivier Guyot du Brossay, chanoine des collégiales de Vitré et de Champeaux, fut recteur de Saint-Jean-sur-Vilaine entre 1789 et 1792, puis entre 1803 et 1810 ; sa tombe a été conservée.
Le combat de Châteaubourg, un épisode des guerres de la Ligue, se déroula le 5 octobre 1591 « entre Saint-Jean-sur-Vilaine [où les troupes anglaises avaient dormi la veille] et Châteaubourg, peu avant ce dernier bourg (…). Il opposa 1700 royaux (partisans d'Henri IV, en partie des huguenots vitréens), dirigés par La Hunaudaye et anglais, ceux-ci commandés par lord Howard, et 1 200 ligueurs commandés par le chef même de la Ligue en Bretagne, le duc de Mercœur, assisté du marquis de Chaussin son frère  et (…) [du] sieur d'Arradon ». Les royaux, battus, auraient perdu jusqu'à 1 200 hommes, tués, blessés ou prisonniers, et les vainqueurs 300, dont le seigneur d'Avaugour, le jeune La Hunaudaye, le seigneur de Rosimont, gouverneur de Vitré, etc.. « Les débris de la troupe vaincue s'enfuirent à la débandade jusqu'à Vitré ».
L'église paroissiale Saint-Jean-Baptiste bénéficiait de plusieurs fondations (du Poirier, de la Bâte (ou Baste) et de la Porte ; et d'une donnée par Jeanne Guyot, dame de la Hamonaye « pour l'entretien de cierges pendant l'octave du Saint-Sacrement »).
Plusieurs manoirs existaient alors à Saint-Jean-sur-Vilaine : celui de la Chaussée appartenait entre 1618 et 1660 à la famille Le Métayer, avant de passer successivement aux mains des familles Frémont, seigneurs de la Guilmautière, Le Ribault et, à la fin du XVIIIe siècle, Du Bourg ; le manoir de Dieu-le-Fit, propriété de la famille Champaigné ; le manoir de l'Espineray (le manoir, maison et métaierie noble d'Espineray appartient en 1635 à Eustache du Périer, écuyer, seigneur du Quériel), les manoirs de la Fresnais, de la Fleuriaye, de l'Ortie.
Une épidémie de dysenterie fit des ravages en 1756 : « les paroisses les plus affligées sont celles de Balazé, Châtillon-en-Vendelais, Étrelles, Erbrée, Teillé [en fait Taillis), Saint-Christophe-des-Bois, Saint-Jean-sur-Vilaine et les environs de Saint-Martin de Vitré. Il y a, à ce qu'on m'a assuré, dans ces paroisses, quatre, cinq ou six enterrements par jour et, ce qu'il y a de plus touchant dans une pareille désolation, c'est que la plupart des gens de campagne s'abandonnent, et qu'en quelques endroits on n'a pas pu faire la récolte de blé noir faute de monde » écrit le subdélégué Charil.
Jean-Baptiste Ogée décrit ainsi la paroisse de Saint-Jean-sur-Vilaine en 1778 :

« Saint-Jean-sur-Vilaine, sur la route de Rennes à Vitré ; à cinq lieues à l'Est de Rennes, son évêché et son ressort, et à trois lieues de Vitré, sa subdélégation. On y compte 1 100 communiants, y compris ceux de Saint-Melaine, sa trève. La collation de la cure appartient à M. de Châteaugiron [qui y nommait toujours un chanoine de la collégiale de Champeaux]. Le territoire, coupé par la rivière de Vilaine, offre à la vue des terres bien cultivées, des prairies, quelques petites landes, et beaucoup d'arbres fruitiers et autres. Les maisons nobles de l'endroit, dans le XIVe siècle, étaient la Hammonaye, la Flouraye, la Fontenelle et le manoir de Dieu-Lefit. Le prieuré de Fayel, haute justice, appartient aux religieux de Savigni ; et la Porte-Duval, aussi haute justice, aux enfants de M. de Bois-Péan. »

En 1782, les généraux [assemblées paroissiales] de Saint-Jean-sur-Vilaine, Saint-Didier, Domagné, Châteaubourg, Broons, Servon et Brécé se plaignent : « la corvée des grands chemins [la route de Rennes à Paris] est un fardeau d'autant plus onéreux pour les habitants des campagnes qu'ils y sont les seuls assujettis, qu'ils sont forcés de se livrer à un travail qu'elle exige dans les tems [temps] de l'année les plus précieux pour eux ».
François Jougan, dit La Violette, né en 1736 à Saint-Jean-sur-Vilaine, combattit dans la compagnie de Bien de Chevigny, qui faisait partie du régiment de Soissonnais, pendant la Guerre d'indépendance des États-Unis.

### Révolution française
Une compagnie chouanne exista à Saint-Jean-sur-Vilaine ; elle était membre de la « colonne d'Izé », dirigée par Henri du Boishamon, qui elle-même dépendait de la division de Vitré de l'Armée catholique et royale de Rennes et de Fougères. La « colonne d'Izé » était divisée en plusieurs compagnies : la compagnie de Saint-Jean-sur-Vilaine (dont les capitaines étaient François Huet, dit La Fleur et Charles Lelièvre), la compagnie de Montreuil-sous-Pérouse et Saint-Christophe-des-Bois, la compagnie de Champeaux et Taillis, la compagnie d'Izé, la compagnie de Balazé, la compagnie de Princé et Montautour. D'autres compagnies chouannes existaient dans les environs, notamment à  Saint-Didier, une autre à Cornillé et une autre à Domagné.
Paul Féval a décrit Saint-Jean-sur-Vilaine et les combats qu'y s'y sont déroulés pendant la Révolution française en 1793 dans une nouvelle publiée en 1848 et intitulée Fleur des batailles. Il décrit ainsi la maison de son personnage principal : « Sa maison, couverte moitié de chaume, moitié d'ardoises moussues, s'élevait à l'extrémité du bourg de saint-Jean (…). L'ameublement était celui de toutes les demeures villageoises : une table flanquée de deux bancs rouges, un bahut à serrure de cuivre, une armoire historiée, une pendule en caisse et un dressoir. Au-dessus de la haute cheminée, un fusil et un tromblon formaient sautoir (…) [Le maître des lieux] portait le costume des paysans de Bretagne, qui consiste en une veste de toile, feutrée de laine, sur gilet à revers ; culotte flottante de velours ; hautes guêtres boutonnées jusqu'au genou et chapeau représentant exactement une moitié de fromage de Hollande fichée au centre d'un parapluie renversé ».
Il rajoute plus loin :

« Nous étions un demi-cent de bons garçons à Saint-Jean-sur-Vilaine (…). Un jour, il y a trente-cinq ans de cela, c'était en janvier 93, nous partîmes pour Châteaubriant où les bleus faisaient le diable. On nous vendit ; le coup fut manqué. Nous laissâmes une douzaine des nôtres dans les fossés de Châteaubriant, et comme les bleus nous coupaient la retraite du côté de Vitré, nous prîmes, à travers champs, la direction opposée. (…) Nous avancions toujours, poursuivis de près par les soldats de la Convention et, plus nous avancions, plus notre péril augmentait, car la Loire allait bientôt nous barrer le passage. (…) »

Le 24 brumaire an II (14 novembre 1793), la division du général Muller campe à Saint-Melaine et sa réserve à Saint-Jean-sur-Vilaine ; elles font partie des troupes de l'armée de l'Ouest, dirigées par le général Kléber.
À la limite de la commune, le 28 juin 1795, se déroula le combat du Pont de Cantache.
En septembre 1795, le chef chouan Henri du Boishamon, informé qu'une colonne républicaine forte de 300 hommes, qui avait couché à Châteaubourg, devait se rendre à Vitré, décida de l'attaquer, bien qu'il n'eût qu'à peine 250 soldats. Il tendit une embuscade aux troupes républicaines à Saint-Jean ; le combat fut longtemps indécis, mais les chouans parvinrent à adosser les républicains à la Vilaine et durent fuir jusqu'à Saint-Melaine et perdirent une quarantaine d'hommes. François Huet, qui commandait la compagnie chouanne de Saint-Jean-sur-Vilaine, fut blessé lors de ce combat.
À la fin d'octobre 1795, une armée chouanne commandée par le marquis de Pontbriand fit mettre bas les armes un corps d'infanterie escortant un approvisionnement destiné à l'armée républicaine qui campait sur une hauteur dominant le pont sur la Cantache (à la limite des communes de Pocé-les-Bois, Saint-Jean-sur-Vilaine et Champeaux), sur la route de Châteaubourg à Vitré ; d'autres combats se déroulèrent en mai 1796, notamment à Champeaux, au Bois-Bide et à Saint-Jean-sur-Vilaine, opposant les chouans, toujours dirigés par le marquis de Pontbriand, aux troupes républicaines dirigées par le général Spital.

### LeXIXesiècle
En mai 1832, lors de l'insurrection légitimiste de 1832, une révolte chouanne, soutenant les légitimistes, considérant Henri V comme roi légitime, contre la monarchie de Juillet (le roi Louis-Philippe étant considéré comme un usurpateur), nécessita la présence de détachements de troupes du 46e de ligne et de la Garde nationale à Châteaubourg, Saint-Jean-sur-Vilaine, Saint-Aubin-des-Landes, Pocé-les-Bois, etc. ; le 30 mai 1832, un combat oppose les chouans commandés par Alexandre Courson de la Villevalio et Jean-François Le Nepvou de Carfort d'une part, et les forces de l'ordre commandées par le général de Castres sur la lande de Touchenault, près de la ferme de la Gaudinière en Vergéal,.
Pierre-Jean Lejeay, né le 10 avril 1807 à Saint-Jean-sur-Vilaine, engagé volontaire au 86e régiment d'infanterie, participa en 1831 à la campagne de Belgique ; devenu garde municipal à Paris, il fut tué en défendant le poste de la place Maubert contre les émeutiers le 5 juin 1832, jour des obsèques du général Lamarque.
En 1845, A. Marteville et P. Varin, continuateurs d'Ogée, décrivent ainsi Saint-Jean-sur-Vilaine : 

« (…) Principaux villages : le Bâme, l'Épineray, la Chaussée, Grand et Petit-Gavouyère, la Bertoisière, les Gérardais, la Roche, l'Ortie, la Hamonaye. Superficie totale : 1 583 hectares, dont (…) terres labourables 1 096 ha, prés et pâtures 205 ha, bois 87 ha, vergers et jardins 44 ha, landes et incultes 67 ha (…). Moulin de Brétigneul, à eau. La commune est limitée au sud par la rivière de Vilaine, et à l'est par la Cantache, qui se jette dans celle-ci. (…) Parmi les maisons nobles citées par notre auteur [Jean-Baptiste Ogée], il n'y en a plus qu'une qui soit debout, c'est la Hammonaye. La Chaussée, connue dès le XVe siècle, a été omise par Ogée : elle appartient à M. Dubreuil de Pont-Briand. Géologie : schistes argileux. On parle le français [en fait le gallo]. »

Ange-Marie-Xavier du Breil, vicomte de Pontbriand, maire de la commune, fonda vers 1850 une école religieuse devant être dirigée par des institutrices congréganistes, qu'il dota d'une rente annuelle de 250 francs.
En 1851, le journal La Presse écrit :

« Les loups commencent à s'agiter dans les forêts enclavées entre les bourgs de La Bouëxière, Servon, Dourdain, Marpiré, Broons et Saint-Jean-sur-Vilaine, et la gendarmerie de Châteaubourg a déjà eu à constater de graves dégâts. Ces redoutables animaux paraissent jusqu'à présent sortir plus particulièrement de la forêt de la Corbière. Le 31 décembre [1850], un cheval et un poulain ont été dévorés sur le territoire de Saint-Jean, et une génisse sur celui de Broons. Les loups doivent être nombreux, car on entend beaucoup de hurlements dans les campagnes. On a rencontré, dans la commune de Broons, une louve et quatre louveteaux. »

François Coudray, agriculteur à Saint-Jean-sur-Vilaine, fut à la fin du XIXe siècle conseiller d'arrondissement.
Le 18 août 1890, un cyclone [en fait un orage violent] ravagea Saint-Jean-sur-Vilaine, ainsi que les communes avoisinantes : « (…) Plus de 5 000 arbres ont été déracinés ou brisés. Les toitures de beaucoup de fermes ont été enlevées (…). Jamais pareils désastres ne s'étaient vus dans la contrée ».

### LeXXesiècle

#### La Belle Époque
Une pétition signée entre autres par 166 hommes de Saint-Jean-sur-Vilaine et protestant contre la loi sur les congrégations fut déposée le 13 mars 1903 sur le bureau de la Chambre des députés par Louis Félix Ollivier, député des Côtes-du-Nord. La même année, l'école privée catholique de garçons, qui était tenue précédemment par les Frères de Ploërmel, fut sécularisée ; l'instituteur qui les remplaça, fut poursuivi devant la justice, ainsi que M. de La Grimaudière, devenu le propriétaire de l'école.
L'inventaire des biens d'église provoqua une rixe entre manifestants et contre-manifestants à Saint-Jean-sur-Vilaine : un manifestant, François Poirier, fut condamné pour coups et blessures par le tribunal de Vitré, avant d'être relaxé par la Cour d'appel de Rennes.
Par décret du 6 juin 1910, les biens ayant appartenu à la fabrique de l'église de Saint-Jean-sur-Vilaine, qui étaient placés sous séquestre, sont attribués au bureau de bienfaisance de la commune. L'école congréganiste (tenue par les Sœurs de l'Immaculée Conception) des filles de Saint-Jean-sur-Vilaine est laïcisée par arrêté préfectoral du 23 juillet 1910, la mesure prenant effet le 12 septembre 1910, mais elle rouvrit immédiatement comme école privée avec des enseignants non religieux.
Le 26 novembre 1911, M. de La Grimaudière, maire de Saint-Jean-sur-Vilaine et conseiller général, tint une conférence à laquelle furent convoqués par le curé tous les hommes de la paroisse, après les vêpres, au presbytère afin de critiquer l'école laïque et la presse républicaine ; il indiqua qu'il fallait proscrire la lecture du journal Ouest-Éclair et de son hebdomadaire L'Ille-et-Vilaine, leur reprochant d'être neutres dans les querelles en cours entre laïques et catholiques.

#### La Première Guerre mondiale

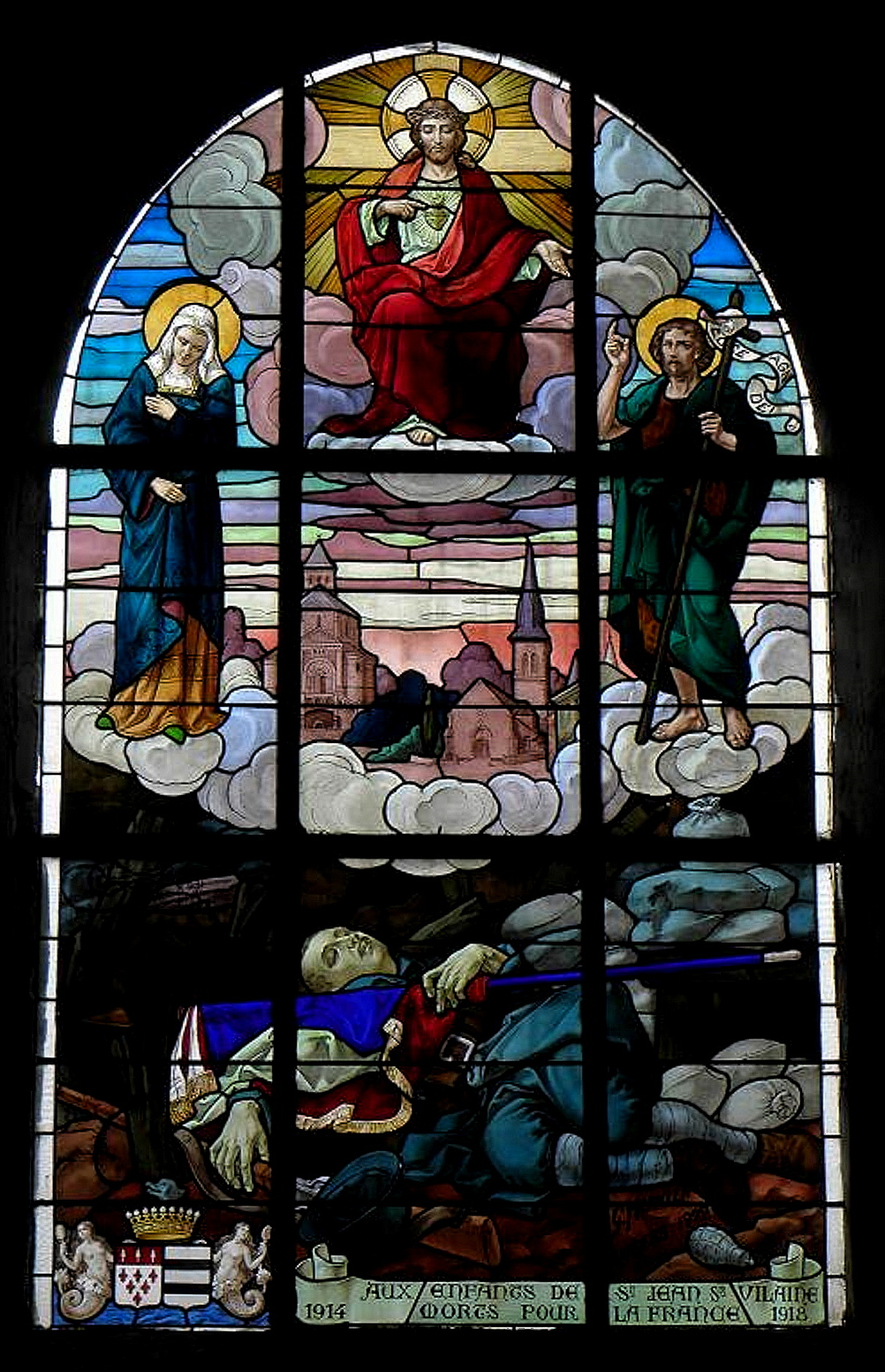
Le vitrail patriotique de 1922 dans l'église paroissiale

Le monument aux morts de Saint-Jean-sur-Vilaine porte les noms de 26 soldats morts pour la France pendant la Première Guerre mondiale ; parmi eux cinq (Jean Allard, Jean Duperray, Auguste Legros, Maurice Vétier, Jean Voisin) sont morts sur le front belge en 1914 ou 1915, un (Joseph Rétif) est mort lors de l'Expédition de Salonique en 1918 en Grèce, tous les autres sont décédés sur le sol français.
Un vitrail a été réalisé en 1922 dans l'église paroissiale Saint-Jean-Baptiste par le curé de l'époque, Morin, qui s'opposait à la construction d'un monument aux morts civil sur la place communale.

#### L'Entre-deux-guerres
Une cabine téléphonique fonctionna au bourg de Saint-Jean-sur-Vilaine à partir du 10 février 1921.

##### L'affaire de «L'écolier le plus cher de France»

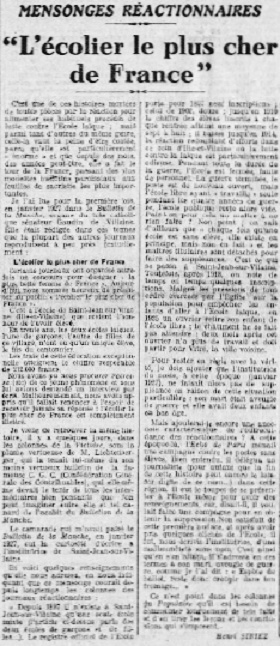
L'article du journal Le Populaire du 7 décembre 1928

Une revue catholique écrit en 1926 :

« Saint-Jean-sur-Vilaine a possédé deux écoles laïques, une de garçons pendant 30 ans, une de filles pendant 26 ans. Durant ce temps, les deux écoles n'ont eu entre elles deux, en tout et pour tout, un seul élève, le fils d'un cantonnier. Évidemment ce n'était pas le même enfant qui, pendant ces trente ans, était à l'école : le sujet changeait, mais toujours il était seul et c'était le fils du cantonnier parce que le cantonnier n'avait pas la liberté d'envoyer ailleurs son fils (…). On a fait le calcul que cet enfant avait coûté, depuis 30 ans, tant en frais de traitement de l'instituteur et de l'institutrice qu'en constructions et en frais de mobilier et de chauffage imposés à la commune, la somme de 23 000 francs. »

Cette information, qui provoqua à la fois hilarité et indignation, fut reprise, sans être vérifiée, par la plupart des journaux conservateurs de l'époque en France métropolitaine, par exemple par L'Action française, Le Petit Journal, L'Homme libre, etc., ainsi que par la presse catholique, et même outre-mer. Certains journaux allèrent même plus loin, précisant à leurs lecteurs : « Nous avons pu nous procurer l'adresse de ce jeune phénomène et nous lui avons demandé une interview par écrit. Malheureusement nous avons appris qu'il fallait renoncer à recevoir jamais sa réponse : l'écolier le plus cher de France est illettré ». Or toutes ces informations étaient fausses ; le journal Le Populaire écrit, après avoir enquêté près de l'institutrice de la commune :

« Depuis 1897, il n'existe à Saint-Jean-sur-Vilaine qu'une seule école [publique] mixte. Le registre officiel de l'école porte pour 1897 neuf inscriptions ; celui de 1902, douze ; jusqu'en 1910 le chiffre des élèves inscrits à chaque rentrée atteint une moyenne de sept à huit ; il baisse jusqu'en 1914, la réaction redoublant d'efforts dans ce coin d'Ille-et-Vilaine où la lutte contre la laïque est particulièrement odieuse. La guerre terminée, le poste est à nouveau ouvert, mais l'école libre ayant « travaillé » seule pendant les quatre années de guerre, l'école publique reste alors vide. Paie-t-on pour cela un maître à ne rien faire ? Non point ; on sait d'ailleurs que « chaque fois qu'une école est sans élèves, elle existe en principe, mais non en fait » et les maîtres titulaires sont détachés pour faire des suppléances. C'est ce qui se passa à Saint-Jean-sur-Vilaine. Toutefois, après 1918, on note de temps en temps quelques inscriptions. Malgré les pressions de tout ordre exercées par l'Église sur la population pour empêcher les enfants d'aller à l'École laïque ; en 1925, un ouvrier retire son enfant de l'école libre ; le châtiment ne se fait pas attendre ; deux mois après, cet ouvrier n'a plus de travail et doit partir pour Vitré, la ville voisine. Pour rester en règle avec la vérité, je dois indiquer que l'institutrice du poste à cette époque (janvier 1927) ne faisait alors pas de suppléance en raison de cette situation particulière : son mari était aveugle de guerre et elle avait deux enfants en bas âge. »

#### La Seconde Guerre mondiale
Le journal L'Ouest-Éclair écrit le 13 février 1940 : 

« La famille Maudet, de la Gavouyère, à l'heure actuelle, a quatre garçons et deux gendres sous les drapeaux. Les parents âgés, restés à la ferme avec un autre garçon de la classe 1942 peinent à cultiver et à ensemencer le maximum de leurs champs. »

Le monument aux morts de Saint-Jean-sur-Vilaine porte les noms de 6 personnes mortes pour la France pendant la Seconde Guerre mondiale : un soldat (Auguste Gillouard) est mort en Tunisie en octobre 1939, quatre (François Coudray, Louis Fréreux, Georges Guilard, Antoine Guilleux) sont morts lors de la Débâcle ; François Morlier est mort aussi au printemps 1940, mais en Belgique.

#### L'après Seconde Guerre mondiale
Une photographie du bourg de Saint-Jean-sur-Vilaine en 1951 est disponible sur un site Internet.

## Politique et administration
| Période                                  | Période    | Identité                                 | Étiquette   | Qualité |
| ---------------------------------------- | ---------- | ---------------------------------------- | ----------- | --- |
| 1798                                     | 1807       | Mathurin Bouvier                         |             | Propriétaire à la Besnardière |
| 1807                                     | 1818       | Certenais                                |             | |
| 1818                                     | 1833       | Du Bourg                                 |             | Qualifié de « chevalier » en 1829 |
| 1833                                     | 1841       | René Rubion                              |             | Cultivateur aux Guimières. |
| 1841                                     | 1848       | Dieudonné Melot                          |             | Cultivateur, propriétaire |
| 1848                                     | 1853       | Ange-Marie-Xavier du Breil de Pontbriand | Légitimiste | Conseiller d'arrondissement de Vitré et conseiller général d'Ille-et-Vilaine de 1848 à 1852. Président du comice agricole du canton de Châteaubourg. |
| 1855                                     | 1860       | Toussaint Jameux                         |             | Tourneur sur bois |
| 1860                                     | 1870       | Jean Marie Chenais                       |             | Cultivateur aux Morandières |
| 1870                                     | 1896       | Joseph Marie Lami                        |             | Cultivateur |
| 1896                                     | après 1915 | Hippolyte Rubin de La Grimaudière        |             | Conseiller général. Chevalier de la Légion d'honneur. Habitait au château de la Hamonaye                                                             |
|                                          |            |                                          |             | |
| 1919                                     | 1945       | Michel Libault de La Chevasnerie         |             | Comte. Habitait le château de La Hamonaye. Médecin-chercheur à l'institut Pasteur. Croix de Guerre 14-18, Croix du Combattant, Médaille de Verdun.   |
| 1947                                     | 19..       | Joseph Martin                            | MRP         | |
| mars 1977                                | mars 1983  | Amand Pigeon                             |             | |
| mars 1983                                | juin 1995  | Comte Pierre de Langle                   |             | Agriculteur retraité |
| juin 1995                                | mars 2014  | Émile Lejas                              | DVD         | Artisan |
| mars 2014                                | En cours   | Marc Fauvel                              | DVD         | Ouvrier |
| Les données manquantes sont à compléter. |            |                                          |             | |

## Démographie
L'évolution du nombre d'habitants est connue à travers les recensements de la population effectués dans la commune depuis 1793. Pour les communes de moins de 10 000 habitants, une enquête de recensement portant sur toute la population est réalisée tous les cinq ans, les populations de référence des années intermédiaires étant quant à elles estimées par interpolation ou extrapolation. Pour la commune, le premier recensement exhaustif entrant dans le cadre du nouveau dispositif a été réalisé en 2005.
En 2022, la commune comptait 1 376 habitants, en évolution de +10,52 % par rapport à 2016 (Ille-et-Vilaine : +5,46 %, France hors Mayotte : +2,11 %).
| 1793 | 1800 | 1806 | 1821 | 1831 | 1836 | 1841 | 1846 | 1851 |
| ---- | ---- | ---- | ---- | ---- | ---- | ---- | ---- | ---- |
| 875  | 819  | 896  | 888  | 919  | 920  | 882  | 857  | 879  |

| 1856 | 1861 | 1866 | 1872 | 1876 | 1881 | 1886 | 1891 | 1896 |
| ---- | ---- | ---- | ---- | ---- | ---- | ---- | ---- | ---- |
| 816  | 886  | 863  | 795  | 775  | 749  | 739  | 737  | 709  |

| 1901 | 1906 | 1911 | 1921 | 1926 | 1931 | 1936 | 1946 | 1954 |
| ---- | ---- | ---- | ---- | ---- | ---- | ---- | ---- | ---- |
| 701  | 670  | 667  | 568  | 585  | 568  | 552  | 549  | 514  |

| 1962 | 1968 | 1975 | 1982 | 1990 | 1999 | 2005  | 2006  | 2010  |
| ---- | ---- | ---- | ---- | ---- | ---- | ----- | ----- | ----- |
| 554  | 506  | 509  | 601  | 675  | 873  | 1 010 | 1 070 | 1 043 |

| 2015  | 2020  | 2022  | - | - | - | - | - | - |
| ----- | ----- | ----- | - | - | - | - | - | - |
| 1 139 | 1 368 | 1 376 | - | - | - | - | - | - |

## Lieux et monuments
- Église paroissiale Saint-Jean-Baptiste[76].

Église Saint-Jean-Baptiste
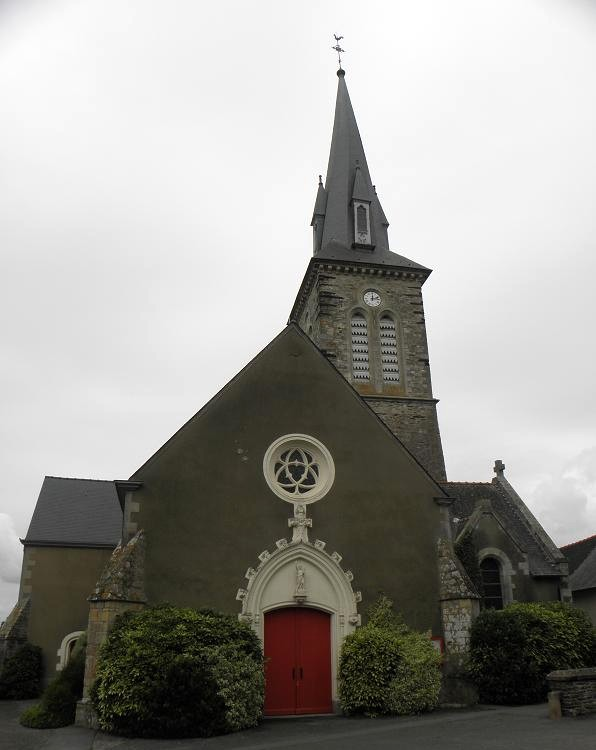
Façade principale de l'église.
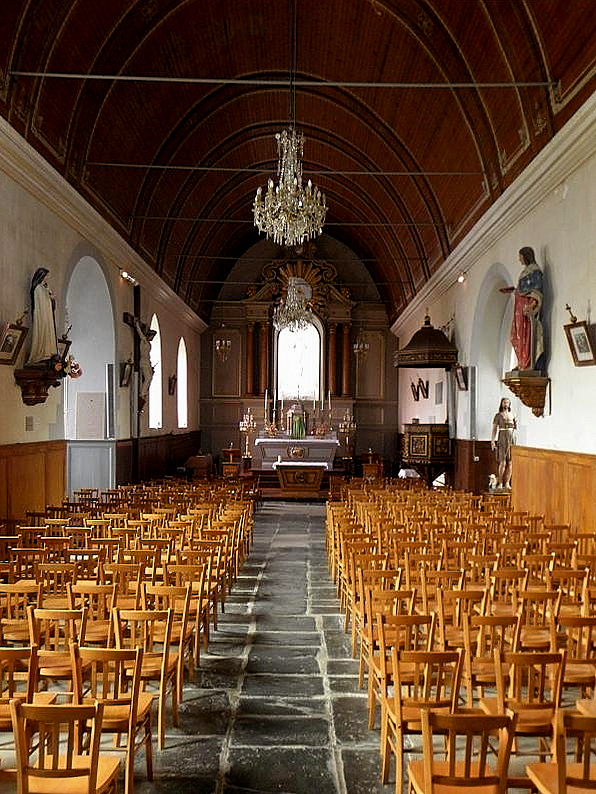
Intérieur de la nef.
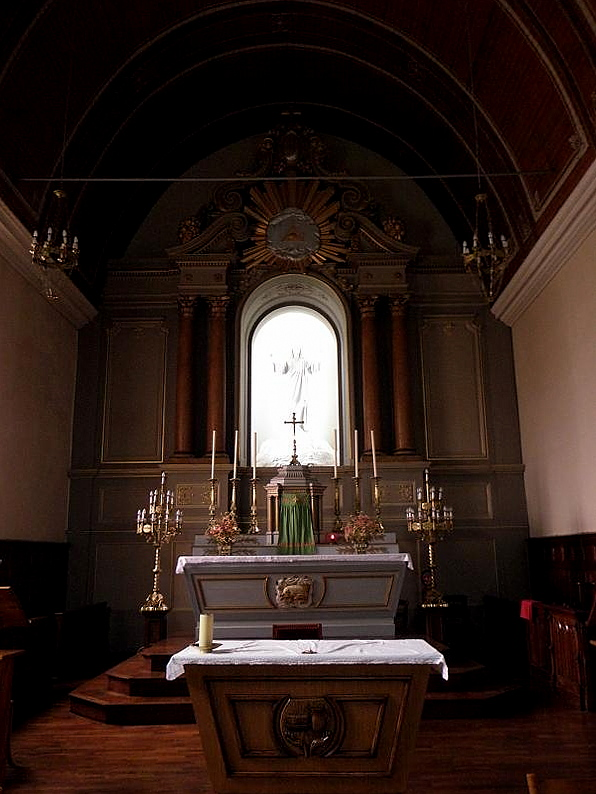
Chœur et maître-autel.
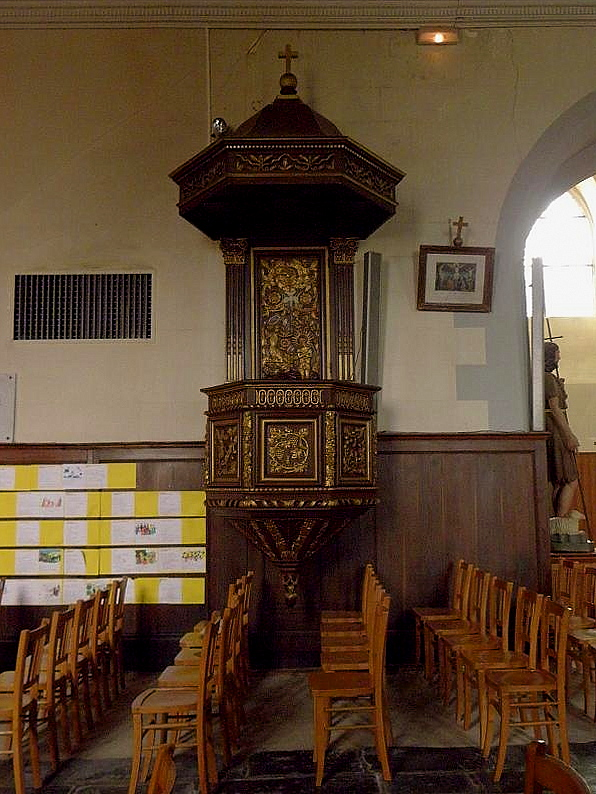
Chaire.
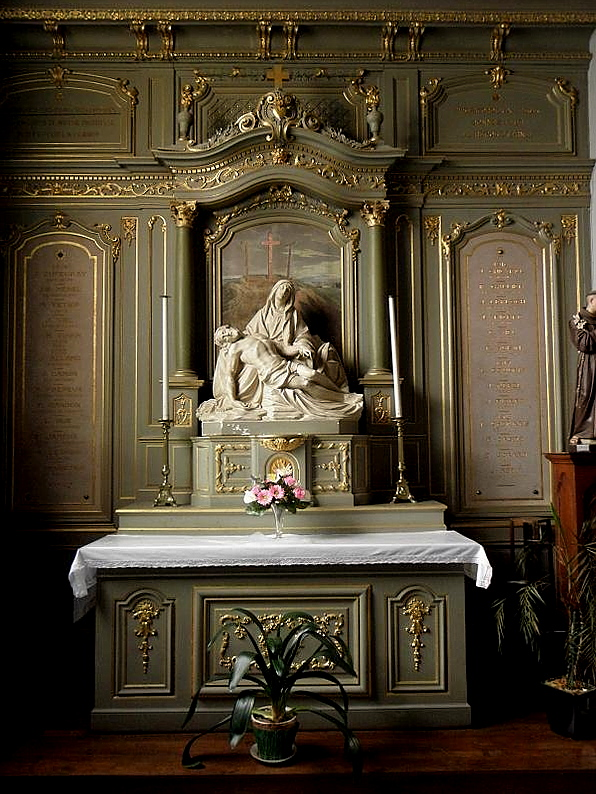
Monument aux morts et Vierge de Pitié.
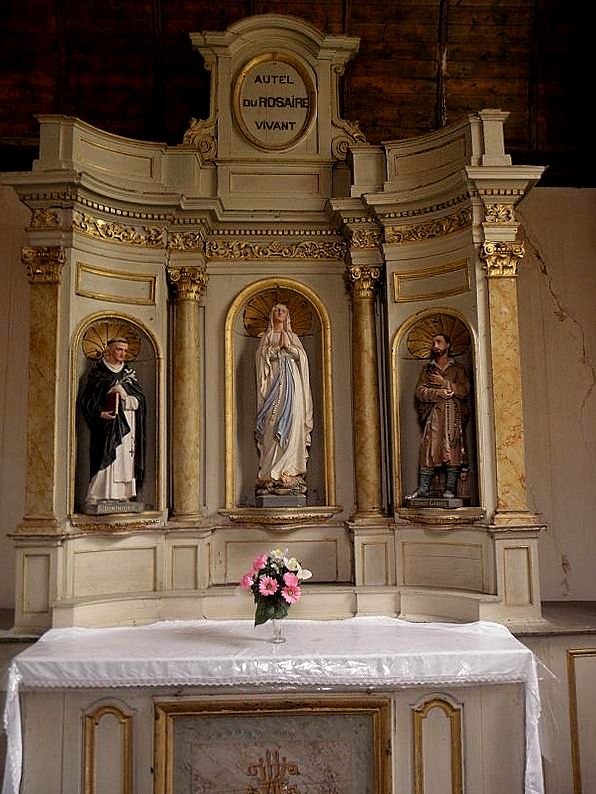
Autel et retable du Rosaire.
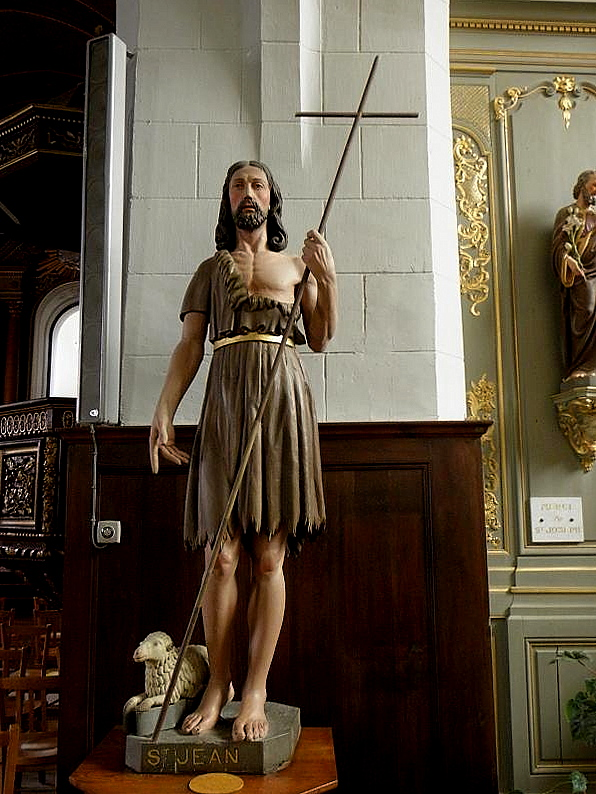
Statue de Saint-Jean-Baptiste.
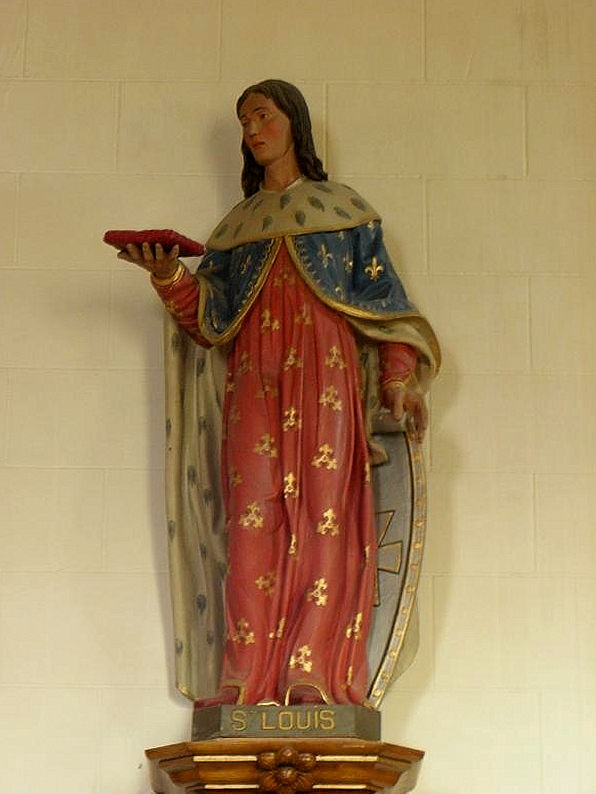
Statue de Saint-Louis.

- Chapelle frairienne du cimetière datant de 1756[77].
- Le château de la Hamonaye (écrit aussi Hamonais ou Hammonaye)[78].
- Le manoir de la Chaussée et sa chapelle Saint-Louis[79].
- La maison des Tourelles[80].
- La fontaine Saint-Laurent[81].
- Le chêne de Dieu-le-Fit, classé arbre remarquable[81].
- Le calvaire du bourg[29].